# Brajan Gruda
Brajan Gruda (Speyer, 31 maggio 2004) è un calciatore tedesco con cittadinanza albanese, centrocampista del Brighton.

## Biografia
Di origini albanesi, è figlio dell'ex calciatore Bujar. Anche suo cugino Ildi è un calciatore che gioca nel Vllaznia, cosi come suo zio Azis.

## Carriera

### Club
Ha iniziato la carriera con la squadra della sua città prima di unirsi al Karlsruhe nel 2015. A 14 anni si è unito al Magonza e nel gennaio 2023 ha debuttato in Bundesliga.

### Nazionale
Ha giocato nelle nazionali giovanili tedesche Under-15, Under-16, Under-18, Under-19 ed Under-21.

## Statistiche

### Presenze e reti nei club
Statistiche aggiornate al 27 dicembre 2024.
| Stagione        | Squadra         | Campionato      | Campionato | Campionato | Coppe nazionali | Coppe nazionali | Coppe nazionali | Coppe continentali | Coppe continentali | Coppe continentali | Altre coppe | Altre coppe | Altre coppe | Totale | Totale | Totale |
| Stagione        | Squadra         | Comp            | Pres       | Reti       | Comp            | Pres            | Reti            | Comp               | Pres               | Reti               | Comp        | Pres        | Reti        | Pres   | Reti   |        |
| --------------- | --------------- | --------------- | ---------- | ---------- | --------------- | --------------- | --------------- | ------------------ | ------------------ | ------------------ | ----------- | ----------- | ----------- | ------ | ------ | ------ |
| 2022-2023       | Magonza         | BL              | 2          | 0          | CG              | 0               | 0               | -                  | -                  | -                  | -           | -           | -           | 2      | 0      |        |
| 2023-2024       | Magonza         | BL              | 28         | 4          | CG              | 1               | 0               | -                  | -                  | -                  | -           | -           | -           | 29     | 14     |        |
| Totale carriera | Totale carriera | Totale carriera | 30         | 4          |                 | 1               | 0               |                    | -                  | -                  |             | -           | -           | 31     | 1      |        |
| 2024-2025       | Brighton        | PL              | 8          | 0          | FACup+CdL       | 0+1             | 0               | -                  | -                  | -                  | -           | -           | -           | 9      | 0      |        |
| Totale carriera | Totale carriera | Totale carriera | 38         | 4          |                 | 2               | 0               |                    | -                  | -                  |             | -           | -           | 40     | 2      |        |

## Palmarès

### Club

#### Competizioni giovanili
- Under-19 Bundesliga: 1

Magonza: 2022-2023